# Medlov u Uničova

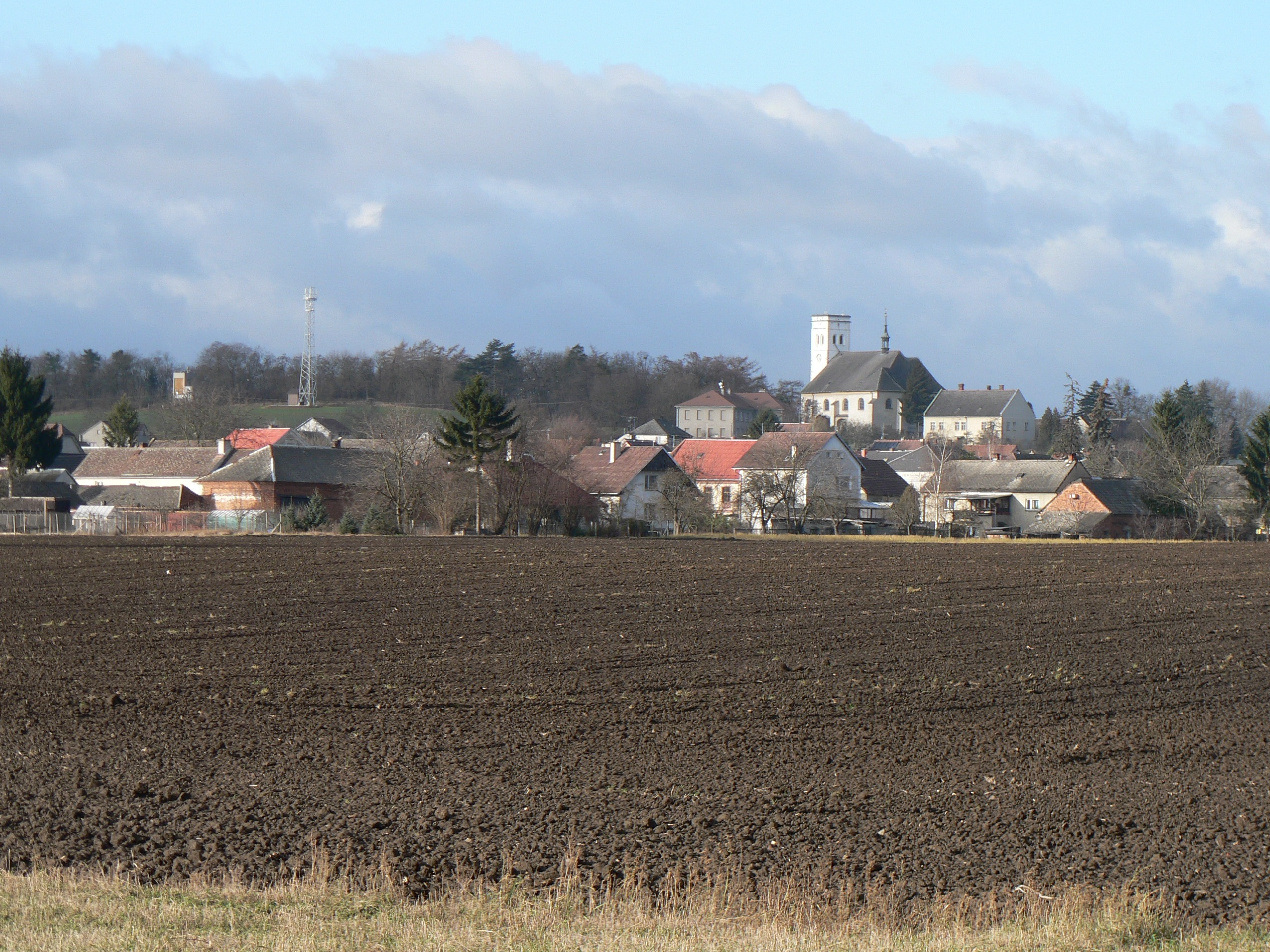
Blick von Norden auf das Ortszentrum mit der Kirche

Medlov (deutsch Meedl) ist eine Gemeinde in Tschechien. Sie liegt fünf Kilometer nordwestlich von Uničov und gehört zum Okres Olomouc.

## Geographie
Medlov erstreckt sich am Übergang der Úsovská vrchovina (Ausseer Hügelland) zur Obermährischen Senke (Hornomoravský úval) entlang des Baches Medlovský potok.
Nördlich erhebt sich die Račůvka (370 m), im Nordosten der Vystříbro (Silberberg, 289 m), südöstlich der Šibeník (250 m) und der Benkovský kopec (267 m), im Südwesten der Kamenný kopec (308 m) und die Skalky (288 m) sowie nordwestlich die Holubice (380 m). Gegen Nordosten verläuft die Bahnstrecke Šternberk–Lichkov; der Bahnhof Troubelice liegt zweieinhalb Kilometer nördlich von Medlov auf freiem Feld.
Nachbarorte sind Dědinka und Troubelice im Norden, Lazce und Nová Dědina im Nordosten, Fojtský Mlýn und Dolní Sukolom im Osten, Uničov, Želechovice und Benkov im Südosten, Králová im Süden, Hlivice im Südwesten, Úsov im Westen sowie Police, Klopina, Zadní Újezd und Holubice im Nordwesten.

## Geschichte
Die erste schriftliche Erwähnung von Medli erfolgte 1131 in einem Güterverzeichnis des Olmützer Bischofs Heinrich Zdik als Besitz der Olmützer Kathedrale. 1223 unterzeichnet Stephanus de Medlow eine Urkunde. Im Jahre 1280 wurde der Ort als Medlow, ab 1291 als Medla prope Novam Civitatem, 1343 als Medil, ab 1371 als Medl und ab 1482 als Medle bezeichnet. 1311 oder später erwarb König Johann von Böhmen in seiner Eigenschaft als Markgraf von Mähren das Gut und ließ die Fronpflichten herabsetzen. 1313 verpfändete er Medlov zusammen mit Litovel, Uničov, Úsov und Troubelice an Jaroslaw und Albert von Sternberg. Im Jahre 1324 wurde das Dorf an die Herrschaft Úsov angeschlossen. Ab 1408 war die Herrschaft Úsov an Johann von Wlaschim verpfändet. König Vladislav II. Jagiello überließ die Dörfer Medlov und Troubelice 1494 erblich an Georg von Wlaschim. 1502 erteilte Vladislav II. dem Ort das Rotsiegelprivileg. Bei dem zu dieser Zeit begonnenen Umbau der Kirche wurde die Petschaft des Ortes auch in das Kirchportal eingemeißelt. Im Jahre 1513 trat Vladislav II. die an Georg von Wlaschim verpfändete Burg Úsov zusammen mit Litovel an Ladislaus von Boskowitz ab. Im Jahr darauf bewilligte Vladislav II. Georg von Wlaschim bei Medlov und Zadní Újezd die Anlegung von Bergwerken auf Eisenerz und edlere Metalle, an denen sich auch Olmützer Patrizier beteiligten. Christoph von Boskowitz erwarb 1530 von Katharina von Wlaschim deren Anteile am Eisenerzbergwerk Medlov und den Dörfern Medl, Hradec, Střítež, Lipnice, Stavenice sowie einen halben Hof in Králová und vereinte diese wieder mit Úsov. Nachfolgende Besitzer waren ab 1547 Johann Dietrich von Boskowitz und Černahora, ab 1561 Albrecht von Boskowitz und Černahora sowie ab 1569 dessen Bruder Johann Schembera von Boskowitz, der 1597 starb. Dessen Erbe fiel an seinen Schwiegersohn Karl I. von Liechtenstein. Die Pfarre umfasste auch die Dörfer Königlosen (Králová), Hliwitz (Hlivice), Dörfel, Pinke (Benkov), Storzendorf (Zadní Újezd) und Deutschlosen. Nachdem seit 1567 protestantische Pfarrer gewirkt hatten, wurde 1610 wieder ein Katholik eingesetzt. Die Matriken werden seit 1650 geführt. Das älteste erhaltene Ortssiegel stammt von 1707, es unterscheidet sich deutlich von dem von 1502. Beim Großfeuer von 1802 brannten innerhalb einer halben Stunde 60 Häuser nieder. 1815 wurde eine Schule erbaut. Im Jahre 1834 bestand Meedl aus 172 Häusern und 1225 Einwohnern. 1835 brannte der Pfarrhof nieder. Bis zur Mitte des 19. Jahrhunderts blieb das Dorf immer nach Aussee untertänig und war Bestandteil des großen Majorats der Fürsten von Liechtenstein.
Nach der Aufhebung der Patrimonialherrschaften bildete Meedl/Medla ab 1850 eine Gemeinde in der Bezirkshauptmannschaft Littau und dem Gerichtsbezirk Mährisch Neustadt. 1855 wurde die Gemeinde dem Bezirk Mährisch Neustadt und ab 1868 wieder dem Bezirk Littau zugeordnet.
Am 21. Juli 1865 wütete ein weiteres Großfeuer in Meedl.
Zwischen 1871 und 1873 entstand die Eisenbahn von Olmütz nach Mährisch Schönberg an der bei Troubelice ein Bahnhof angelegt wurde. Ab 1872 wurde als tschechischer Ortsname Medlov verwendet. 1873 wurde Meedl zum Markt erhoben. Ab 1909 gehörte Meedl zum Bezirk Sternberg. Am Heiligabend 1912 wurde der Ort an das Elektrizitätsnetz angeschlossen. Im Jahre 1930 lebten in dem Markt 1408 Menschen, die überwiegend deutschsprachig waren.
Nach dem Münchner Abkommen wurde Meedl am 10. Oktober 1938 an das Deutsche Reich angegliedert und gehörte bis 1945 zum Landkreis Sternberg. 1939 hatte der Ort 1358 Einwohner. Nach dem Angriff auf die Sowjetunion entstand 1941 am Bahnhof Treublitz ein Kriegsgefangenenlager für Rotarmisten. Am 6. Mai 1945 nahm die Rote Armee den Ort ein. Nach Kriegsende kam die Gemeinde wieder zur Tschechoslowakei zurück und wurde 1949 dem Gerichtsbezirk Šternberk zugeordnet.
Im Zuge der Gebietsreform von 1960 wurde Medlov nach der Auflösung des Okres Šternberk dem Okres Olomouc zugeordnet und zugleich Zadní Újezd mit Holubice eingemeindet. 1976 erfolgte die Eingemeindung von Hlivice und Králová.
Im Jahre 1980 wurde Medlov mit seinen Ortsteilen nach Troubelice eingemeindet. Nach der Samtenen Revolution lösten sich Medlov, Králová, Hlivice und Zadní Újezd 1990 wieder los und bildeten eine eigene Gemeinde. Seit 1998 führt Medlov ein neues Wappen und Banner. Die Gemeinde gewann beim Wettbewerb Dorf des Jahres 2001 im Olomoucký kraj das Goldene Band.

## Gemeindegliederung
Die Gemeinde Medlov besteht aus den Ortsteilen Hlivice (Hliwitz), Králová (Königlosen), Medlov (Meedl) und Zadní Újezd (Storzendorf), die zugleich auch Katastralbezirke bilden, sowie der Einschicht Holubice.

## Partnergemeinde
- Borów, Polen

## Sehenswürdigkeiten
- Kirche St. Peter und Paul, der frühgotische Bau wurde zwischen 1502 und 1526 durch Wolf Masler umgestaltet. Dabei erfolgte der Anbau des 26,5 m hohen mächtigen Renaissanceturmes. Eine weitere Umgestaltung wurde 1816 vorgenommen.
- Kapelle in Hlivice
- Kapelle in Zadní Újezd, die Glocke wurde am 13. September 2009 geweiht
- Naturpark Skalky

## Söhne und Töchter der Gemeinde
- Anton Felix Schindler (1795–1864), österreichischer Musiker und Musikschriftsteller
- Hans Smital (1860–1935), österreichischer Bürgerschuldirektor und Heimatforscher
- Johann Kux (1861–1940), österreichischer Historiker und Mediziner
- Josef Kimmel (1897–1982), österreichischer Gendarmeriegeneral und Jurist